# Tichocoelidia clarkei
Tichocoelidia clarkei är en insektsart som beskrevs av Kramer 1962. Tichocoelidia clarkei ingår i släktet Tichocoelidia och familjen dvärgstritar. Inga underarter finns listade i Catalogue of Life.